# Du skal ikke begære
Du skal ikke begære er en amerikansk stumfilm fra 1920 af T. Hayes Hunter.

## Medvirkende
- Wyndham Standing som Nicholas Desborough
- Mahlon Hamilton som Jim Rittenshaw
- Naomi Childers som Caroline Desborough
- Flora Revalles som Daisy Rittenshaw
- Alec B. Francis
- Billie Cotton som Connie Desborough
- Lawson Butt som Harvey Breck
- Kate Lester som De Windt